# Dřevorubání (Simpsonovi)
Dřevorubání (v anglickém originále Marge the Lumberjill) je 6. díl 31. řady (celkem 668.) amerického animovaného seriálu Simpsonovi. Scénář napsal Ryan Koh a díl režíroval Rob Oliver. V USA měl premiéru dne 10. listopadu 2019 na stanici Fox Broadcasting Company a v Česku byl poprvé vysílán 11. srpna 2020 na stanici Prima Cool.
Jelikož dabérka původního anglického znění Russi Taylorová 26. července 2019 zemřela, tak v tomto dílu poprvé dabovala její postavy Sherri a Terri a Martina Prince dabérka, komička a písničkářka Grey Griffinová.
Poté, co Homer s dětmi přiletí do animovaného Portlandu, se projedou českou tramvají značky Škoda 10T. Do Portlandu se reálně během let 2001 a 2002 dostalo sedm tramvají Škoda 10T.

## Děj
Ve Springfieldské základní škole probíhá představení dramat, která napsali žáci na základě televizních pořadů a videí z YouTube. Poslední představení je od Lízy a představuje scénu o její rodině. Líza hraje sebe samu, Kyle (známý též jako Databáze) Barta, Ralph Homera, Sam Marge a Kearney Maggie. Její rodina se cítí nepříjemně kvůli tomu, jak ji vnímají lidé; zejména Marge, která zjišťuje, že je vnímána jako nudná. Marge se proto snaží předvést zábavné kázání ve Springfieldském kostele, ale lidem se její kázání nelíbí.
Když se vrací domů, na jejich auto spadne strom. Dalšího dne Homer začne s rubáním stromu, ale brzy usne v houpací síti, takže jej naštvaná Marge narube za něj. Patty pozve k Simpsonovým její kamarádku dřevorubkyni Paulu. Paula se rozhodne Marge trénovat a vyzývá ji, aby se stala dřevorubkyní v lese.
Marge se s Paulou zúčastní Springfieldského dřevorubání, které vyhrají. V tu chvíli Patty Homerovi řekne, že Paula je lesba, a Homer se bojí, že se Paula pokusí převzít mu manželku. Paula nakonec požádá Marge, aby se stala její partnerkou v dřevorubecké soutěži, musí jít však trénovat na měsíc do Portlandu, čímž se Homer obává ještě víc.
O měsíc později Homer s dětmi odjíždějí do Portlandu, aby ji převezli zpět domů. Říká, že se následující den vrátí, až skončí Finále šampionátu v dřevorubání. Vyhrají a Paula Homerovi sdělí, že Marge nemiluje; má ženu v Tokiu a dítě. Ujišťuje Homera, že s Marge jsou dobré kamarádky a že se může kdykoliv vrátit. Homer je vděčný a nabídne jí své spermie, pokud se rozhodne mít další dítě. Paula odvětí, že je v první trojce.
V poslední scéně Homer předá Maggie hračku – maketu řetězové pily.

## Kritika
Tony Sokol z Den of Geek ohodnotil tento díl 2,5 z 5 hvězdiček.
Dennis Perkins z The A.V. Club dal epizodě hodnocení B− a napsal: „Je to milé, i přesto, že vylíčení Margina vnitřního probuzení působí silněji než epizoda jako celek.“ Dále vytkl dle jeho slov přívětivému dílu děsnou nepodstatnost, který navíc neobsahuje dobré vtipy pro určitou kompenzaci.